# Carabus taedatus
Carabus taedatus är en skalbaggsart. Carabus taedatus ingår i släktet Carabus och familjen jordlöpare. Inga underarter finns listade i Catalogue of Life.